# フアン・エステバン・クルチェト

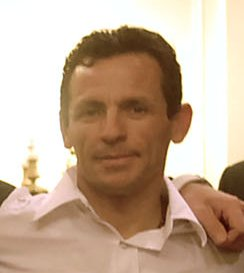
フアン・エステバン・クルチェト

フアン・エステバン・クルチェト（Juan Esteban Curuchet、1965年2月4日 - ）は、アルゼンチン、マル・デル・プラタ出身の自転車競技選手。一般的には、フアン・クルチェトと略して表記されることが多い。

## 経歴
兄、ガブリエル・オビディオ・クルチェトとコンビを組み、世界自転車選手権などの国際大会におけるマディソンで活躍。その後、兄の引退に伴い、ワルテル・フェルナンド・ペレスとコンビを組むようになったが、2004年、マディソン種目の世界一を果たした。
2008年の北京オリンピックでもペレスと組んで出場したが、中盤に1ラップ奪取に成功し、スペイン、ロシアコンビとの激しい戦いを制し、金メダルを獲得した。

## 主要戦績
1992年
3位 世界選手権 ポイントレース
1994年
総合1位 ブエルタ・アル・アリェ
1995年
2位 世界選手権 マディソン (&ガブリエル・オビディオ・クルチェト)
1位 マル・デル・プラタ6日間レース (& ガブリエル・オビディオ・クルチェト)
1997年
総合1位 クラシカ・デル・オエステ＝ドブレ・ブラガド
3位 世界選手権 マディソン (& ガブリエル・オビディオ・クルチェト)
1999年
1位 ブエノスアイレス6日間レース (& ガブリエル・オビディオ・クルチェト)
2000年
3位 世界選手権 マディソン (& エドガルド・シモン)
1位 ブエノスアイレス6日間レース (& ガブリエル・オビディオ・クルチェト)
2001年
3位 世界選手権 マディソン (& ガブリエル・オビディオ・クルチェト)
2位 世界選手権 ポイントレース
2002年
3位 世界選手権 マディソン (& エドガルド・シモン)
3位 世界選手権 ポイントレース
2003年
3位 世界選手権 マディソン (& ワルテル・フェルナンド・ペレス)
総合1位 クラシカ・デル・オエステ＝ドブレ・ブラガド
1位 フィオレンツォーラ・ダルダ6日間レース (& ジョヴァンニ・ロンバルディ)
2004年
 1位 世界選手権 マディソン (& ワルテル・フェルナンド・ペレス)
3位 世界選手権 ポイントレース
2005年
1位 パンアメリカン自転車選手権 ポイントレース
1位 パンアメリカン自転車選手権 マディソン (& ワルテル・フェルナンド・ペレス)
2006年
3位 世界選手権 マディソン (& ワルテル・フェルナンド・ペレス)
2007年
1位 トリノ6日間レース (& ワルテル・フェルナンド・ペレス)
2008年
 1位 北京オリンピック・マディソン (& ワルテル・フェルナンド・ペレス)
2009年
 アルゼンチン選手権・個人タイムトライアル 1位